# Aspect
Aspect Co. Ltd es una empresa de videojuegos japonesa que fue fundada en marzo de 1991.

## Videojuegos desarrollados

### Game Gear
- Sonic Blast
- Sonic the Hedgehog 2
- Sonic Chaos
- Sonic Triple Trouble
- Tails Adventures
- The Lost World: Jurassic Park
- Virtua Fighter Mini/Virtua Fighter Animation

### Otros sistemas
- Go Go Ackman 2 (Super Famicom)
- Sonic the Hedgehog's Gameworld (Sega Pico)